# Occhieppo Superiore
Occhieppo Superiore (piemontiul: Ij Cep dë Dzora) település Olaszországban, Piemont régióban, Biella megyében. Lakosainak száma 2592 fő (2023. január 1.). Occhieppo Superiore Camburzano, Muzzano, Pollone, Sordevolo, Biella és Occhieppo Inferiore községekkel határos.

## Népesség
A település lakossága az elmúlt években az alábbi módon változott:
| Lakosok száma | 2781 | 2728 | 2592 |
|               | 2017 | 2018 | 2023 |